# ТЭ129
ТЭ129 — советский шестиосный грузо-пассажирский тепловоз, имевший мощность по дизелю 4000 л. с. и выпускавшийся Ворошиловградским тепловозостроительным заводом. По конструкции является усиленной версией тепловоза ТЭ109. Было выпущено 6 тепловозов, которые были поставлены ГДР, где они получили обозначение серии 142 (с 1992 года — 242). Обладатель диплома и большой золотой медали Лейпцигской ярмарки.

## История

### Проектирование
Луганский (Ворошиловградский) завод ещё заканчивал изготовление первых в СССР тепловозов с электрической передачей переменно-постоянного тока (ТЭ109), а в главном управлении тепловозостроения министерства тяжёлого, энергетического и транспортного машиностроения уже велась разработка технического задания на новый, более мощный грузо-пассажирский магистральный тепловоз с четырёхтактным дизелем мощностью уже 4000 л. с., электрической передачей переменно-постоянного тока и с унифицированной экипажной частью тепловоза ТЭ109 (тема Г68.4.07.011). 4 сентября 1968 года Заместитель министра тяжёлого, энергетического и транспортного машиностроения Эйсмонт А. утвердил техническое задание на проектирование экспортного тепловоза. 15 ноября 1970 года вышло постановление № 400 Госкомитета Совета Министров СССР по науке и технике, в котором в приложении № 116 предусматривалось построить новый экспортный тепловоз мощностью 4000 л. с. в 1971 году.

### Прототип
В 1974 году Ворошиловградский завод выпустил прототип данного локомотива, которому было присвоено полное обозначение ТЭ129-001. Унифицированный по механической части с тепловозом ТЭ109, ТЭ129 включал в себя все последние наработки того времени, в том числе:
- экономичный четырёхтактный дизельный двигатель (расход топлива — 155 г/э.л. с.•ч)
- электрическая передача переменно-постоянного тока
- пятиступенчатый реостатный тормоз мощностью 1300 кВт
- генератор отопления мощностью до 745 кВт для питания электрического отопления пассажирских вагонов

Также тепловоз имел оборудование для работы по СМЕ. По требованию железных дорог ГДР, испытания нового тепловоза проводились в СССР. Стендовые испытания провели на самом заводе, после чего ТЭ129-001 отправили в локомотивное депо Брест (Белорусская железная дорога) для прохождения эксплуатационных испытаний.
27 февраля 1975 года приказом № 71 Министра тяжёлого, энергетического и транспортного машиностроения была назначена межведомственная комиссия для рассмотрения результатов всех испытаний тепловоза. 12 июня 1978 года заместитель министра тяжёлого и транспортного машиностроения Матвеев Е. С. утвердил акт о приёмке опытного образца тепловоза ТЭ129 и рекомендующий его к серийному производству для поставок на экспорт.
Помимо этого, весной 1975 года ТЭ129-001 был представлен на Лейпцигской ярмарке (ГДР), где 15 марта был отмечен дипломом и большой золотой медалью. А 13—17 июля 1977 года он был представлен на второй международной выставке «Железнодорожный транспорт 77» (г. Щербинка, Московская область), где удостоился многих положительных отзывов.

### Тепловозы 142
Не дожидаясь окончания испытаний опытного образца, Ворошиловградский завод по его конструкции (ТУ24.4.430-77) с 1976 по 1977 год выпустил опытную партию из 6 тепловозов, которым присвоили обозначение серии 142 (142 001—142 006). В 1979 году эти тепловозы поступили в ГДР где были сосредоточены в локомотивном депо Штральзунд (нем. Stralsund). На то время это были самые мощные односекционные тепловозы в Европе, которых по этому показателю сможет превзойти лишь Voith Maxima в 2006 году. Планировалось, что 142-е будут водить тяжёлые грузовые поезда между портами на севере страны и индустриальными центрами на юге. Однако курс немецкого правительства на электрификацию железных дорог привёл к тому, что это стало неактуально и крупносерийного производства тепловозов 142 не было. Прототип ТЭ129-001 также был продан в ГДР, дальнейшая его судьба неизвестна.
Тепловозы 142 001 и 142 002 водили тяжёлые транзитные поезда. В основном они обслуживали направления между Засницем и Зеддином, где работали с наливными составами с нефтью весом 3600 тонн. Также тепловозы 142 использовались в качестве толкачей с паровозами DR BR 03.10 на крутых затяжных подъёмах. В 1992 году, в связи со слиянием Deutsche Reichsbahn с Deutsche Bahn и переходом тепловозов в парк последней, обозначение серии сменилось на 242. Электрификация важных направлений и снижение веса грузовых поездов на второстепенных направлениях привели к тому, что тепловозы не могли использовать свои возможности полностью и на закате своей карьеры обслуживали пассажирские поезда. В 1994 году депо Штральзунд отстранило от работы все машины серии 242.
В настоящее время тепловозы 242 001—242 005 продолжают работать на частных железных дорогах. Тепловоз 242 006 был разделан на металлолом 25 ноября 2009 года в пригороде Котбуса.

## Выпуск
Данные по выпуску тепловозов ТЭ129 по годам приведены в таблице:
| Год выпуска | Количество | Заводские номера |
| ----------- | ---------- | ---------------- |
| 1974        | 1          | 0001             |
| 1976        | 1          | 0002             |
| 1977        | 5          | 0003 — 0007      |